# Acer 'Apollo'
Acer 'Apollo é um cultivar de árvore do gênero Acer, pertencente à família Aceraceae.